# Provincia di Nairobi
La provincia di Nairobi (in inglese: Nairobi Province) era la più piccola provincia del Kenya. Il suo territorio, completamente urbano, coincideva con quello dell'unica città di Nairobi, e dell'unico distretto (distretto di Nairobi).